# Pseudochazara hippolyte
Espèce
Pseudochazara hippolyte est une espèce de lépidoptères (papillons) de la famille des Nymphalidae, de la sous-famille des Satyrinae et du genre Pseudochazara.

## Systématique
L'espèce Pseudochazara hippolyte a été décrite par le naturaliste allemand Eugen Johann Christoph Esper en 1783, sous le nom initial de Papilio hippolyte.

### Synonymie
- Papilio hippolyte Esper, 1783 — protonyme
- Hipparchia hippolyte (Esper, 1783)

### Sous-espèces
Plusieurs sous-espèces ont été décrites :
- Pseudochazara hippolyte hippolyte
- Pseudochazara hippolyte mercurius Staudinger, 1887 — Asie centrale
- Pseudochazara hippolyte doerriesi (Bang-Haas, 1933) — Sud de la Sibérie
- Pseudochazara hippolyte williamsi Romei, 1927 — endémique du Sud-Est de l'Espagne — Ce taxon est considéré par certains auteurs comme une espèce distincte : Pseudochazara williamsi Romei, 1927 (voir cet article).

## Distribution
Pseudochazara hippolyte est présent dans le Sud de la Russie, en Mongolie, en Asie centrale et en Asie mineure.
S'y ajoute le Sud-Est de l'Espagne si l'on considère le taxon williamsi comme conspécifique.